# Флаг Хорей-Верского сельсовета
Флаг муниципального образования «Хорей-Верский сельсовет» Заполярного муниципального района Ненецкого автономного округа Российской Федерации — опознавательно-правовой знак, служащий официальным символом муниципального образования.
Флаг утверждён 14 октября 2009 года и внесён в Государственный геральдический регистр Российской Федерации с присвоением регистрационного номера 5770.

## Описание
«Прямоугольное белое полотнище с отношением ширины к длине 2:3, несущее посередине красный равнобедренный треугольник, вершиной и нижней стороной упирающийся соответственно в верхний и нижний края полотнища, а у свободного края — шесть вертикальных полос, три красных и три белых попеременно, в 1/45 ширины полотнища каждая; посередине, поверх границ треугольника, воспроизведён оттенками жёлтого и оранжевого северный олень».

## Символика
Флаг разработан на основе герба, который языком символов и аллегорий отражает природные, культурные и экономические особенности Хорей-Верского сельсовета.
Треугольник, напоминая своими очертаниями традиционное жилище северных народов — чум, аллегорически указывает на коренные народности: ненцев и коми.
Жёлтый северный олень символизирует традиционное занятие местных жителей, ставшее основой экономики сельсовета — оленеводство. Жёлтый цвет (золото) — символ богатства, стабильности, уважения, интеллекта.
Хореи — употребляемые при езде на оленях шесты — символически показаны тремя узкими полосами. Перекликаясь с названием Хорей-Верского сельсовета, они делают композицию флага гласной.
Белый цвет (серебро) — цвет снега, просторов крайнего Севера. Серебро — символ чистоты, совершенства, мира и взаимопонимания.
Красный цвет — символ труда, силы, мужества, красоты и праздника.